# Rodriguésia – Revista do Jardim Botânico do Rio de Janeiro
Rodriguésia – Revista do Jardim Botânico do Rio de Janeiro (abreviado Rodriguésia), es una revista ilustrada con descripciones botánicas que es editada en Brasil. Comenzó su publicación en el año 1935 con Rodriguesia; Revista do Instituto de Biologia Vegetal, Jardim Botanico e Estaçao Biologica do Itatiaya como nombre completo.

## Nombre
Su nombre fue escogido según la costumbre imperante en revistas científicas de otros países de honrar en su nombre a algún científico particularmente destacado, como es el caso de Candollea por De Candolle, Ostenia por Osten, Malpighia por Malpighi, etc. En el caso de Rodriguésia, su nombre se debe al botánico brasileño João Barbosa Rodrigues (1842-1909), quien había sido director del Jardín Botánico de Río de Janeiro y fue el responsable de varias reformas significativas en la institución.